# Iran Aseman Airlines
Iran Aseman Airlines (englisch; persisch هواپیمایی آسمان, DMG Hawāpīmā-yī Āsemān) ist eine iranische Fluggesellschaft mit Sitz in Teheran und Basis auf dem Flughafen Teheran-Mehrabad. Die Fluggesellschaft ist derzeit auf der EU-Flugsicherheitsliste geführt und somit vom Flugbetrieb in der Europäischen Union ausgeschlossen.

## Geschichte
Nach der Islamischen Revolution im Jahr 1979 wurde Iran Aseman Airlines durch den staatlich veranlassten Zusammenschluss von kleineren Gesellschaften etabliert. Der Erste Golfkrieg verhinderte vorerst eine weitere Entwicklung der Gesellschaft, die nur im Inland zu Charterzwecken zum Einsatz kam. Ab 1993 erfolgte eine Neubeschaffung von Flugzeugen wie der Fokker F28, ATR 42 und ATR 72 sowie von vier gebrauchten Boeing 727-200 der Air France. Im Jahr 2002 erhielt die Gesellschaft ihre letzte ATR 72-500.
Aufgrund von Sicherheitsbedenken seitens der EU-Kommission besteht gegen die Fluggesellschaft seit dem 8. Dezember 2016 eine Betriebsuntersagung für den Luftraum der Europäischen Union.
Am 13. Januar 2019 führte Iran Aseman Airlines den weltweit letzten kommerziellen Passagierflug mit einer Boeing 727 durch; Flug EP851 führte dabei von Zahedan nach Teheran.

## Flugziele
Iran Aseman Airlines bedient zahlreiche Ziele innerhalb Irans. Darüber hinaus fliegt sie mehrere Städte im Nahen Osten an.

## Flotte

### Aktuelle Flotte
Mit Stand Oktober 2023 besteht die Flotte der Iran Aseman Airlines aus 14 Flugzeugen mit einem Durchschnittsalter von 28,7 Jahren:

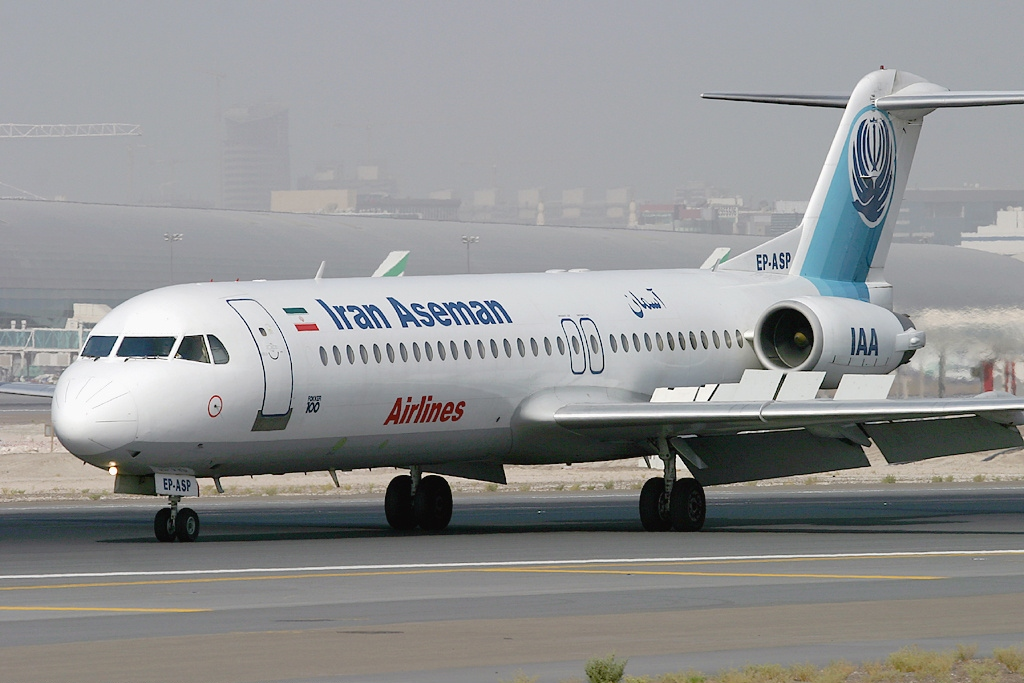
Fokker 100 der Iran Aseman Airlines

| Flugzeugtyp                | Anzahl | bestellt | Anmerkungen | Sitzplätze |
| -------------------------- | ------ | -------- | --- | ---------- |
| Airbus A320-200            | 01     |          | inaktiv |            |
| Airbus A340-300            | 01     |          | inaktiv; ehemalige Maschine der Virgin Atlantic; zweiter je gebauter und erster je ausgelieferter Airbus A340 (Baujahr 1992) | 240        |
| ATR 72-200                 | 01     |          | inaktiv; Baujahr 1993; fabrikneu erhalten                                                                                    | 66         |
| ATR 72-500                 | 02     |          | beide inaktiv; Baujahre 2000 und 2002; jeweils fabrikneu erhalten                                                            |            |
| Boeing 737-400             | 04     |          | ehemalige Maschinen von Malaysia Airlines; drei inaktiv                                                                      | 144        |
| Fokker 100                 | 05     |          | drei inaktiv | 100 109    |
| Suchoi Superjet SSJ100-95R |        | 20       | "russifizierte" Version mit 50–60 % Komponenten aus russischer Herstellung, anstatt den 70 % von westlichen Zulieferern      | 98         |
| Gesamt                     | 14     | 20       | |            |

### Ehemalige Flugzeugtypen
Zuvor betrieb Iran Aseman Airlines auch folgende Flugzeugtypen:

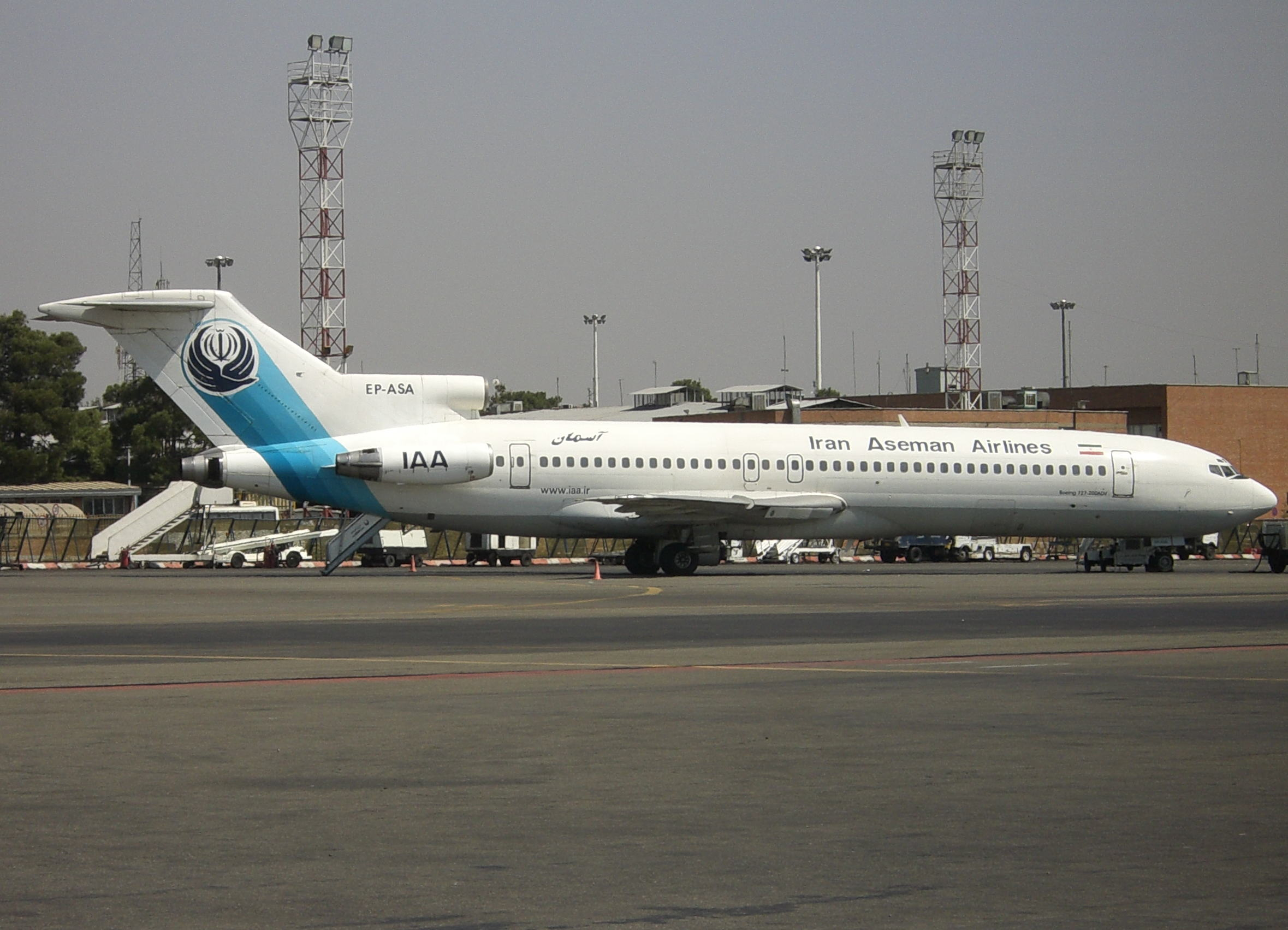
Boeing 727 der Iran Aseman Airlines

- Airbus A320-200
- ATR-42
- Boeing 727-200 Adv.
- Boeing 737-800
- Fairchild Hiller FH-227
- Fokker F27
- Fokker F28
- Lockheed TriStar
- Tupolev Tu-154

## Zwischenfälle

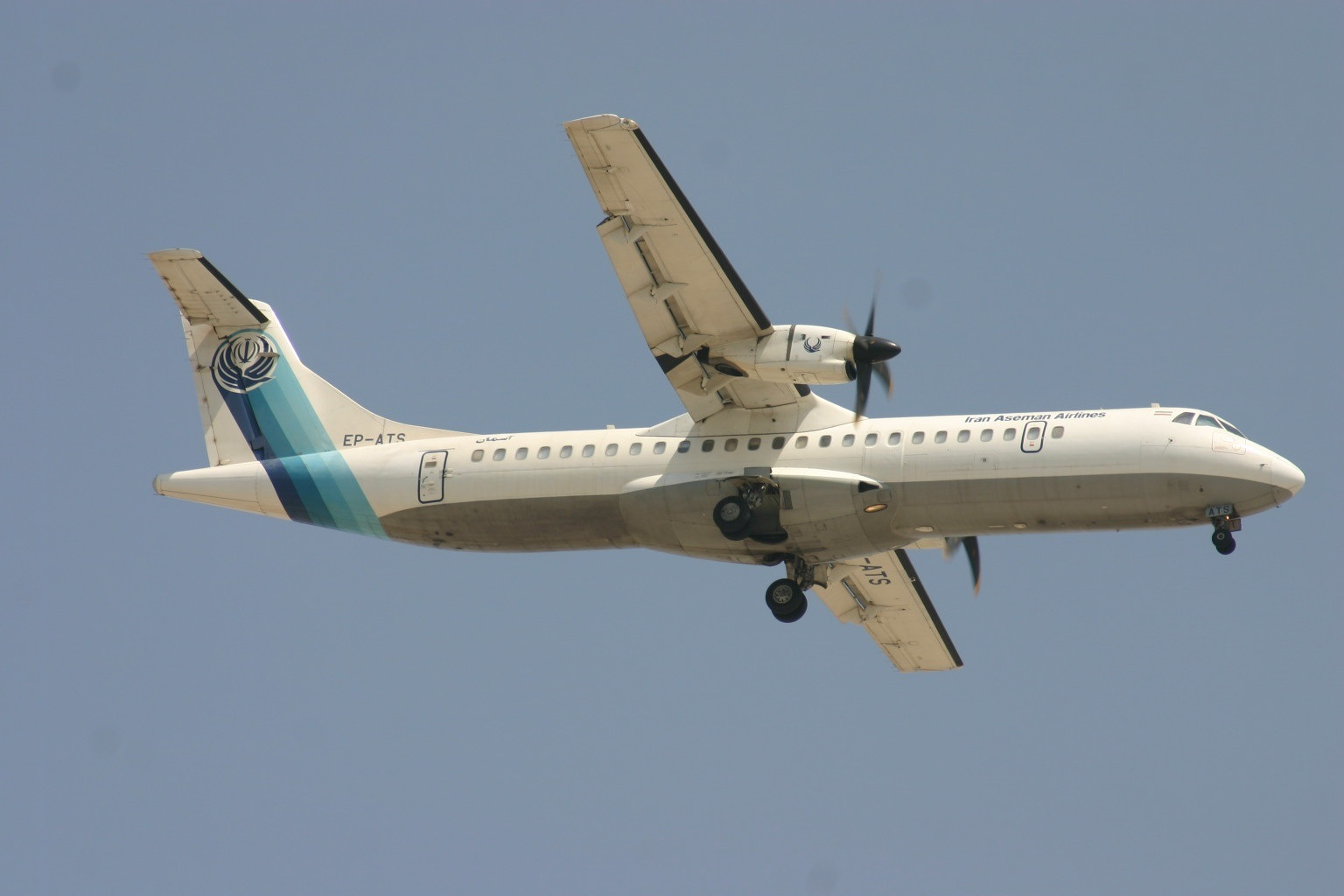
Die am 18. Februar 2018 verunglückte ATR72-200 (Luftfahrzeugkennzeichen EP-ATS)

Von 1990 bis Januar 2019 kam es bei Iran Aseman Airlines zu 7 Totalschäden von Flugzeugen. Bei 4 davon kamen 201 Menschen ums Leben. Auszüge:
- Am 12. Oktober 1994 verunglückte eine Fokker F28-1000 der Iran Aseman Airlines (Luftfahrzeugkennzeichen EP-PAV) unterwegs von Isfahan nach Teheran-Mehrabad mit 59 Passagieren und sieben Besatzungsmitgliedern an Bord. Beide Triebwerke fielen 35 Minuten nach dem Start von Isfahan aus und das Flugzeug stürzte in der Nähe von Natanz ab. Alle 66 Personen kamen bei dem Unfall ums Leben (siehe auch Iran-Aseman-Airlines-Flug 746).[11]

- Am 18. Juli 2000 wurde eine Fokker F28-4000 der Iran Aseman Airlines (EP-PAU) bei der Landung in Ahwaz so schwer beschädigt, dass das Flugzeug abgeschrieben werden musste. In dichtem Nebel war die Maschine nach dem ersten Aufsetzen hochgesprungen, hatte neben der Landebahn wieder aufgesetzt und wurde trotzdem durchgestartet und erneut gelandet. Alle 88 Insassen überlebten.[12]

- Am 24. August 2008 wurde eine Boeing 737-200 (EX-009) mit 90 Personen an Bord kurz nach dem Start vom Flughafen Manas nahe Bischkek ins Gelände geflogen. Dabei kamen 65 Personen ums Leben. Der Flug war von Itek Air durchgeführt worden (siehe auch Iran-Aseman-Airlines-Flug 6895).[13]

- Am 3. März 2014 wurde eine auf einem Kalibrierflug im Auftrag der iranischen Luftfahrtbehörde befindliche Dassault Falcon 20E (EP-FIC) der Iran Aseman Airlines vor dem Flughafen Kisch ins Wasser geflogen, nachdem die Piloten einer optischen Sinnestäuschung erlegen waren. Bei dem Unfall kam die gesamte vierköpfige Besatzung der Maschine ums Leben (siehe auch Flugunfall einer Dassault Falcon der Iran Aseman Airlines).

- Am 18. Februar 2018 kollidierte eine ATR 72-200 (EP-ATS) auf dem Flug von Teheran-Mehrabad nach Yasudsch in Südwestiran etwa eine Stunde und 27 Minuten nach dem Start mit einem Berg. Die Piloten hatten den Sinkflug unter die freigegebene Höhe von 17.000 Fuß und die Mindestsicherheitshöhe von 15.500 Fuß fortgesetzt, bis sie in einer Höhe von 13.120 Fuß in einen Berg flogen.[14] Alle 66 Insassen (60 Passagiere und 6 Besatzungsmitglieder) wurden getötet (siehe auch Iran-Aseman-Airlines-Flug 3704).[15][16][17]